# Bosenberg
Der Bosenberg ist ein 485 m hoher Berg östlich von St. Wendel im Saarland (Deutschland). Er ist die höchste Erhebung im Stadtgebiet von St. Wendel.
Auf dem Gipfel des Bosenbergs steht ein Fernmeldeturm der Deutschen Telekom. Auf UKW wird aus 70 m Höhe auf 90,3 MHz das Programm Unser Ding mit 100 Watt ausgestrahlt.
Ebenfalls in Gipfelnähe stand von April 1974 bis zum 8. November 2003 ein 15 Meter hoher, hölzerner Aussichtsturm, (ehemals Feuerturm des THW) der einen weiten Blick in die Landschaft gestattete. Der Turm wurde wegen Baufälligkeit abgerissen.
Rund um den Bosenberg werden unter anderen die ADAC Rallye Deutschland als Weltmeisterschaftslauf, der Weltcup der  Mountainbiker, der Internationale St. Wendeler Mountainbike-Marathon und die Weltmeisterschaft Duathlon ausgetragen.
Seit 1975 befinden sich die privaten Bosenberg Kliniken St. Wendel am Rand des Bosenbergs. Sie sind ein interdisziplinäres Rehabilitationszentrum mit Schwerpunkten in der Behandlung von Hals-Nasen-Ohren- und neurologischen Erkrankungen, Schwindel, Tinnitus und Kopf-Hals-Tumoren. Sie gehören zu den größten Tinnitus-Spezialkliniken in Deutschland.